# Emily Warren Roebling
Emily Warren Roebling (ur. 23 września 1843 w Cold Spring, Nowy Jork, USA, zm. 28 lutego 1903 w Trenton, New Jersey) – Amerykanka, która w 1883 dokończyła budowę Mostu Brooklińskiego w Nowym Jorku po tym, jak prowadzący budowę jej mąż zapadł na chorobę dekompresyjną (kesonową).

## Życiorys
Urodziła się w Cold Spring w stanie Nowy Jork w 1843. Jej rodzicami byli Sylvanus i Phebe Warren. Była drugim najmłodszym z dwanaściorga dzieci. Od dziecka dążyła do uzyskania dobrego wykształcenia w czym wspierał ją jej starszy brat Gouverneur K. Warren.
W 1864, w trakcie wojny secesyjnej, odwiedziła swojego brata generała Gouverneura K. Warrena wówczas dowódcę V Korpusu Armii Unii. Na balu oficerskim poznała swojego przyszłego męża Washingtona Roeblinga. Pobrali się rok później. Wkrótce potem Washington został wezwany do Cincinnati by pomóc ojcu Johnowi A. Roeblingowi, w budowie mostu nazwanego później jego imieniem, na rzece Ohio.

## Most Brookliński
Po wojnie wyjechali do Europy by badać rozwiązania techniczne kesonów, które mogłyby być wykorzystane przy budowie mostu w Nowym Jorku na East River łączącego Manhattan i Brooklyn. W czasie podróży w listopadzie 1867 urodziła syna Johna A. Roeblinga II w Mühlhausen w Prusach, tym samym mieście gdzie urodził się jej teść.
W 1869 przenieśli się do Nowego Jorku by pomóc przy budowie mostu Brooklińskiego. Wkrótce potem John Roebling zmarł po wypadku, w którym prom zmiażdżył mu stopę. Kierownictwo budowy mostu przejął Washington. Niedługo później zachorował na chorobę kesonową, która przykuła go do łóżka. Emily była jedyną osobą, która mogła go odwiedzać. Stała się początkowo jego posłańcem. Z czasem nabrała odpowiedniej wiedzy. Przez następne 14 lat nadzorowała budowę, była de facto inżynierem budowy. Zajmowała się zarządzaniem budową do tego stopnia, że budowniczowie wierzyli, że to ona stoi za projektem. Gdy w 1883 most został ukończony jako pierwsza przejechała nim wraz z Prezydentem Chesterem Arthurem.

## Późniejsze życie
Po zakończeniu budowy rodzina przeniosła się do Trenton w New Jersey. Uczestniczyła w działalności organizacji charytatywnych takich jak Relief Society w czasie Wojny amerykańsko-hiszpańskiej. Dużo podróżowała. Brała udział w koronacji cara Mikołaja II, a w 1896 został przedstawiona królowej Wiktorii. Kontynuowała również edukację. Ukończyła prawo na New York University.